# Jaina (Nekropole)

Karte der Westseite der Halbinsel Yucatán

Jaina (von Mayathan ja'ilnah („Haus des Wassers“) oder ja'nal („Ort des Wassers“)) ist eine Insel vor der Westküste der Halbinsel Yucatán im mexikanischen Bundesstaat Campeche, etwa 50 Kilometer (Luftlinie) nordwestlich der gleichnamigen Stadt gelegen. Sie beherbergt eine große Nekropole der Maya und ist besonders für die zahlreichen Funde von Kleinplastiken aus der klassischen Periode bekannt.

## Lage
Die im Westen der Halbinsel Yucatán im Golf von Mexiko gelegene Insel hat eine Fläche von knapp einem Quadratkilometer und ist vom Festland durch eine etwa sechzig Meter breite Meerenge getrennt. Zu Zeiten der Maya existierte ein künstlicher Damm, der die Insel mit dem Festland verband. Das Eiland selbst ist aufgrund seiner geringen Höhe über dem Meeresspiegel und dem daraus resultierenden hohen Grundwasserspiegel sehr sumpfig und von vielen kleinen Bachläufen durchzogen. Um das Gelände bebauen zu können, schütteten die Bewohner herbeigeschafftes Bruchgestein zu terrassierten Hügeln auf.
Der Westen ist in vielen Kulturen mit dem Untergang der Sonne, d. h. mit der Nacht oder dem Tod verbunden. Insofern ist es nicht überraschend, etwas Ähnliches auch im Maya-Gebiet zu finden, doch wurden auf den Nachbarinseln keine Nekropolen entdeckt.

## Nekropole

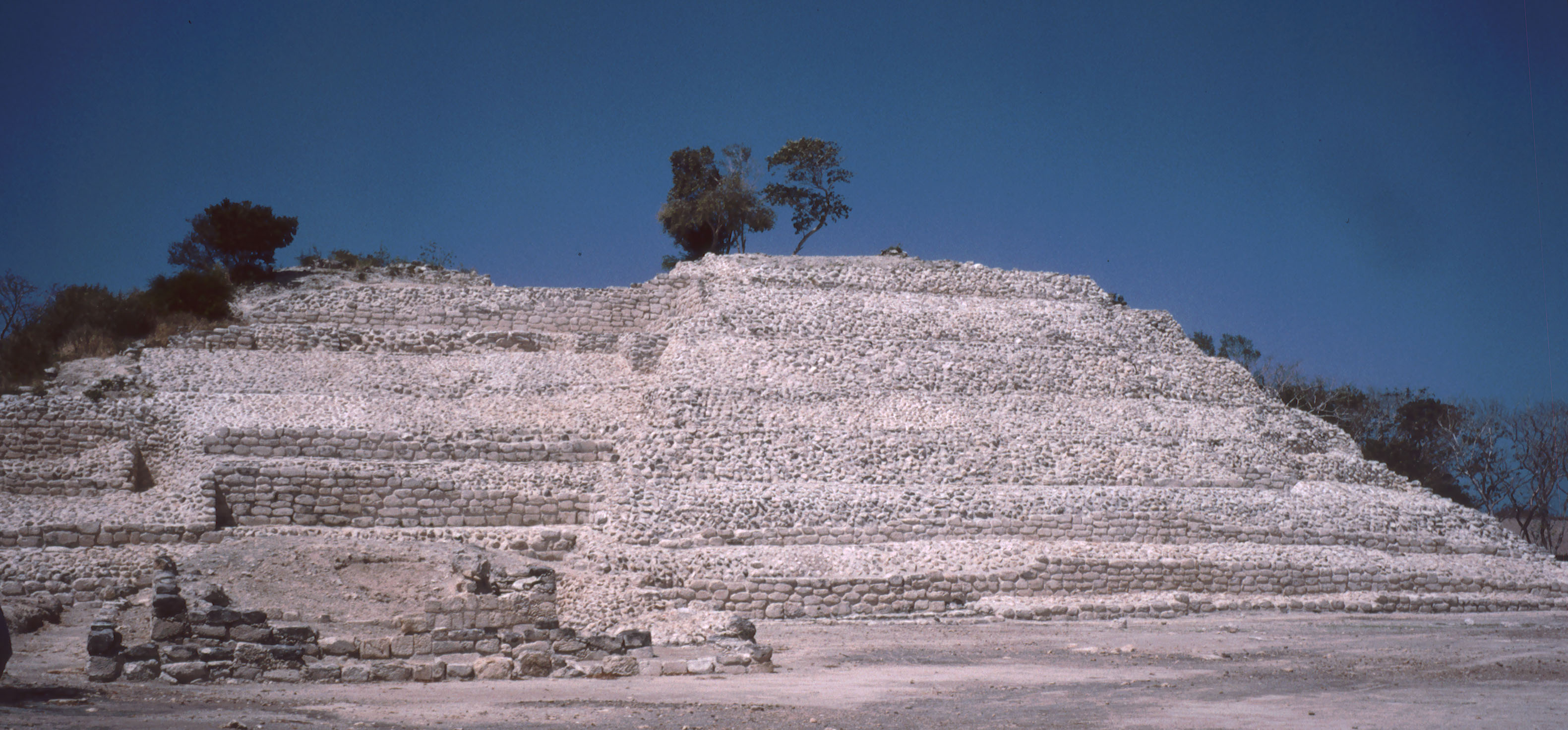
Hauptpyramide auf der Insel Jaina

Religiöses und verwaltungsmäßiges Zentrum Jainas war ein im Mittelbereich der Insel angelegter Platz, der vom sogenannten Zacpool-Pyramidenkomplex umgeben war. Dieser bestand aus einer mehrstufigen Tempelpyramide, mehreren kleineren Plätzen und einem Ballspielplatz. In den einzelnen Bezirken, die um das Zentrum gruppiert waren, befanden sich die Wohngebiete der Bevölkerung. Hier wurden auch die meisten Gräber gefunden; zwischen 500 und 1000 n. Chr. wurden vermutlich rund zwanzigtausend Grabstätten angelegt, von denen erst gut eintausend archäologisch erfasst und untersucht sind. Unklar ist noch, ob die Toten allesamt von der Insel selbst stammen oder ob sie aus der näheren oder gar ferneren Umgebung hierher gebracht wurden.
Das Bestattungsritual der Bewohner Jainas wirft immer noch Rätsel auf. Alle Leichname bekamen Perlen aus Jade in den Mund gelegt und wurden danach in rot gefärbten Leichentüchern in Hockstellung eingehüllt. Während die Erwachsenen in ein normales Grab gebettet wurden, bestattete man Kinder und Babys meist in Tonkrügen, die dann in die Gräber hinabgelassen wurden.

## Figurinen

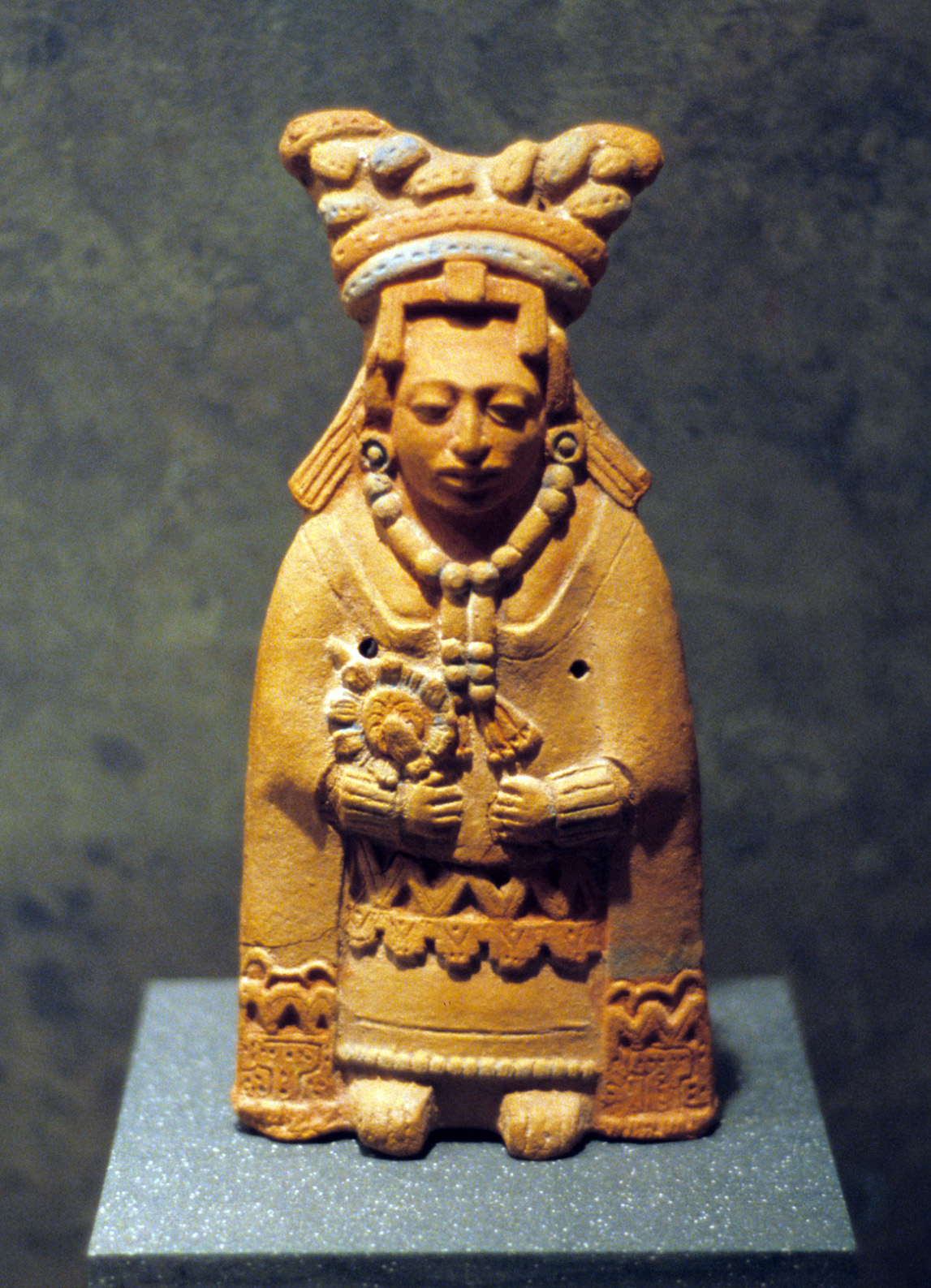
Maya-Dame mit Umhang, Schmuck und Kopfputz

Viele der archäologischen Fundstücke sind kleine Figuren oder Plastiken aus bemalter Terrakotta, die wahrscheinlich gar nicht auf der Insel selbst hergestellt wurden – zumindest der Ton kam nicht von hier. Die ab etwa 500 nach Christus hergestellten Figuren haben meist menschliche Gestalten als Motiv und sind sehr detailliert gefertigt. Die einzelnen Teile der Plastiken waren in dieser frühen Zeit individuell gestaltet und geformt. Körpermerkmale, wie etwa Kopf, Frisur, Kleidung und Schmuck, sind sehr sorgfältig ausgearbeitet. Daneben decken die Figuren das gesamte Spektrum menschlicher Emotionen ab, da sie besonders im Hinblick auf Mimik, Gestik und Körperhaltung auf verschiedenste Art und Weise gestaltet wurden. Auch Schmerz, Krankheit oder sogar körperliche Behinderungen wie Zwergwuchs wurden dargestellt. Sehr viel seltener waren architektonische, tierische oder Göttermotive.
Nach bisherigem Kenntnisstand stehen die Figürchen in keinem direkten Zusammenhang mit den Bestatteten – so wurden beispielsweise in Frauen- oder Kindergräbern Kriegerstatuetten gefunden.
Da die Bedeutung Jainas als religiöses Zentrum ab dem achten Jahrhundert stetig zunahm, stieg bei den Maya auch die Nachfrage nach solchen Plastiken. Spätestens ab 800 bis zur Jahrtausendwende wurde nur noch Massenware hergestellt, die mittels Negativformen schneller und effektiver gefertigt werden konnten. Die Figuren verloren in dieser Periode jedoch auch viel von ihrer Ausstrahlungskraft.
Für die heutige Forschung bieten die Figuren einen eindrucksvollen Einblick in die Gesellschaft der Maya, insbesondere der Adligen, denn viele der kleinen Statuen stellen Angehörige der religiösen und gesellschaftlichen Elite oder hochgestellte Krieger dar. Zu welchen Zwecken die Figürchen den Gräbern beigelegt wurden, ist unklar – es waren jedenfalls keine Speise- oder Trinkgefäße.
Die meisten Figurinen haben kleine Löcher, die wohl in erster Linie beim Brennvorgang für den notwendigen Temperatur- und Druckausgleich sorgten. 

## Bilder

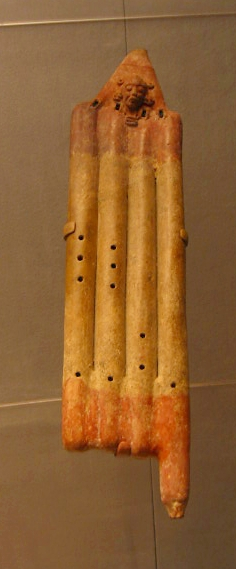
Flöte mit Miniaturkopf
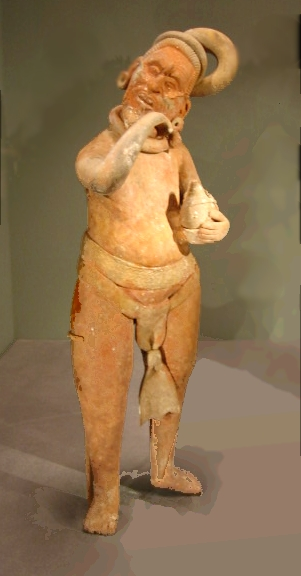
Betrunkener(?)
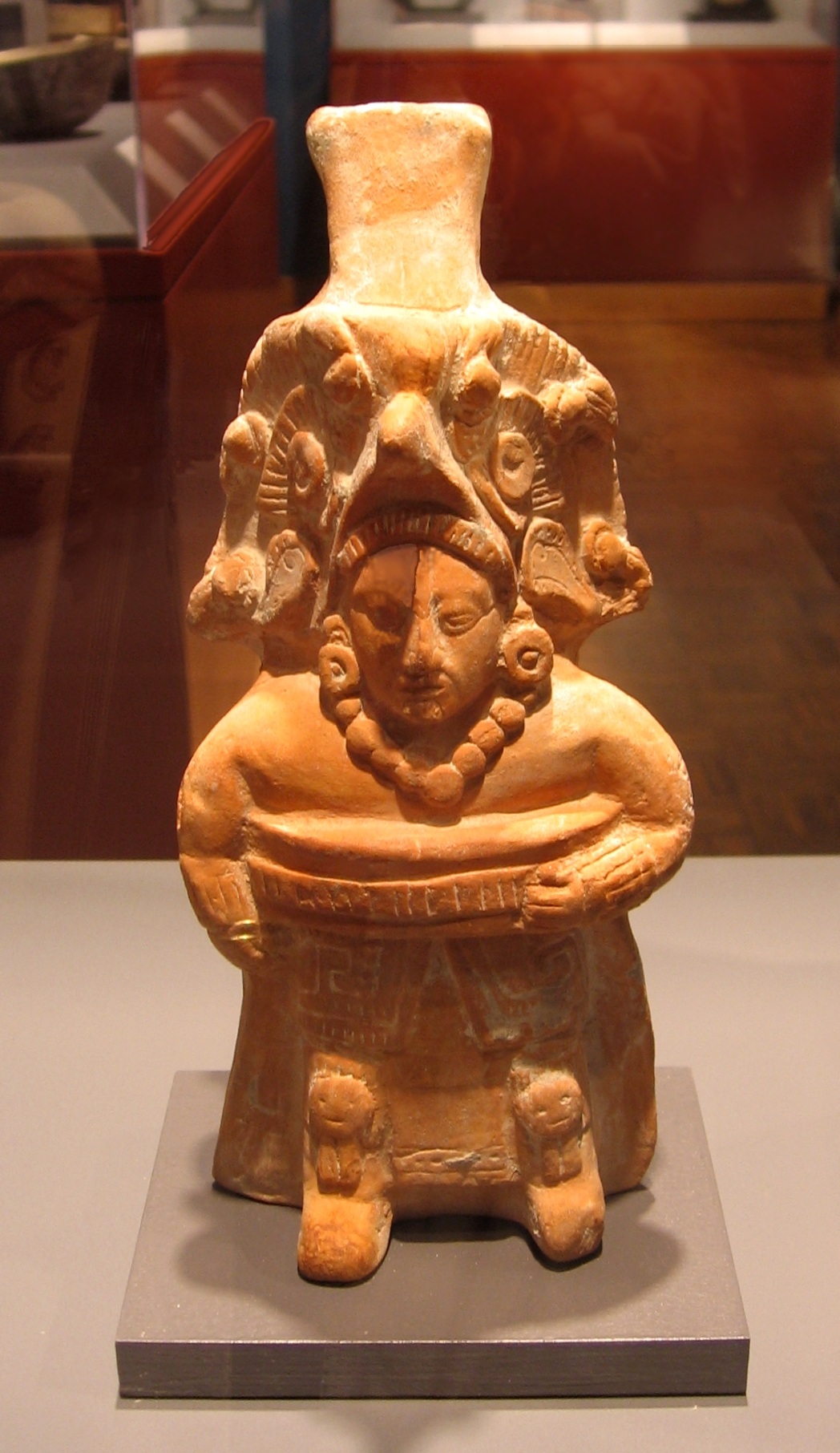
Ballspieler mit Jochstein
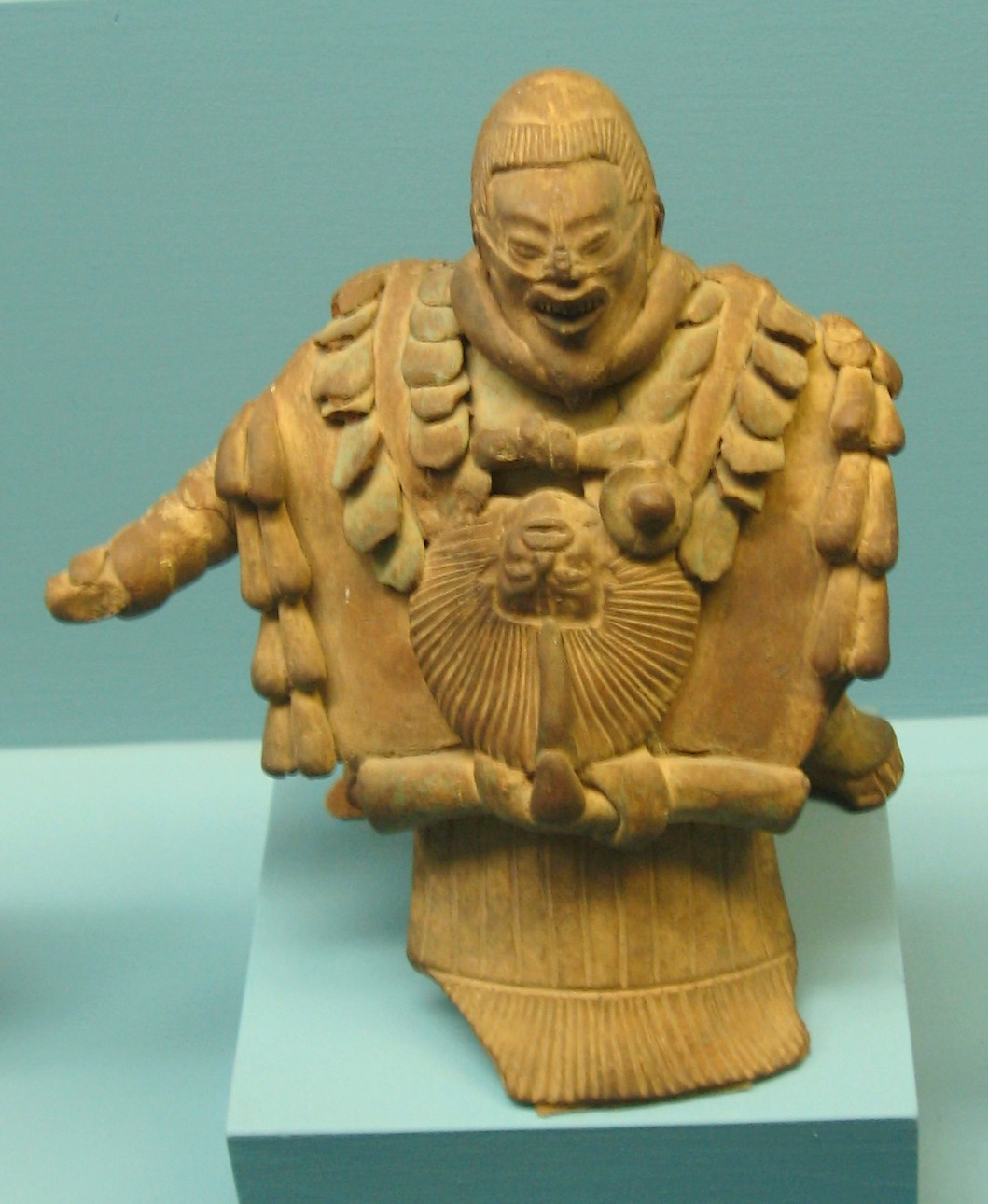
Krieger(?) mit Kopftrophäe
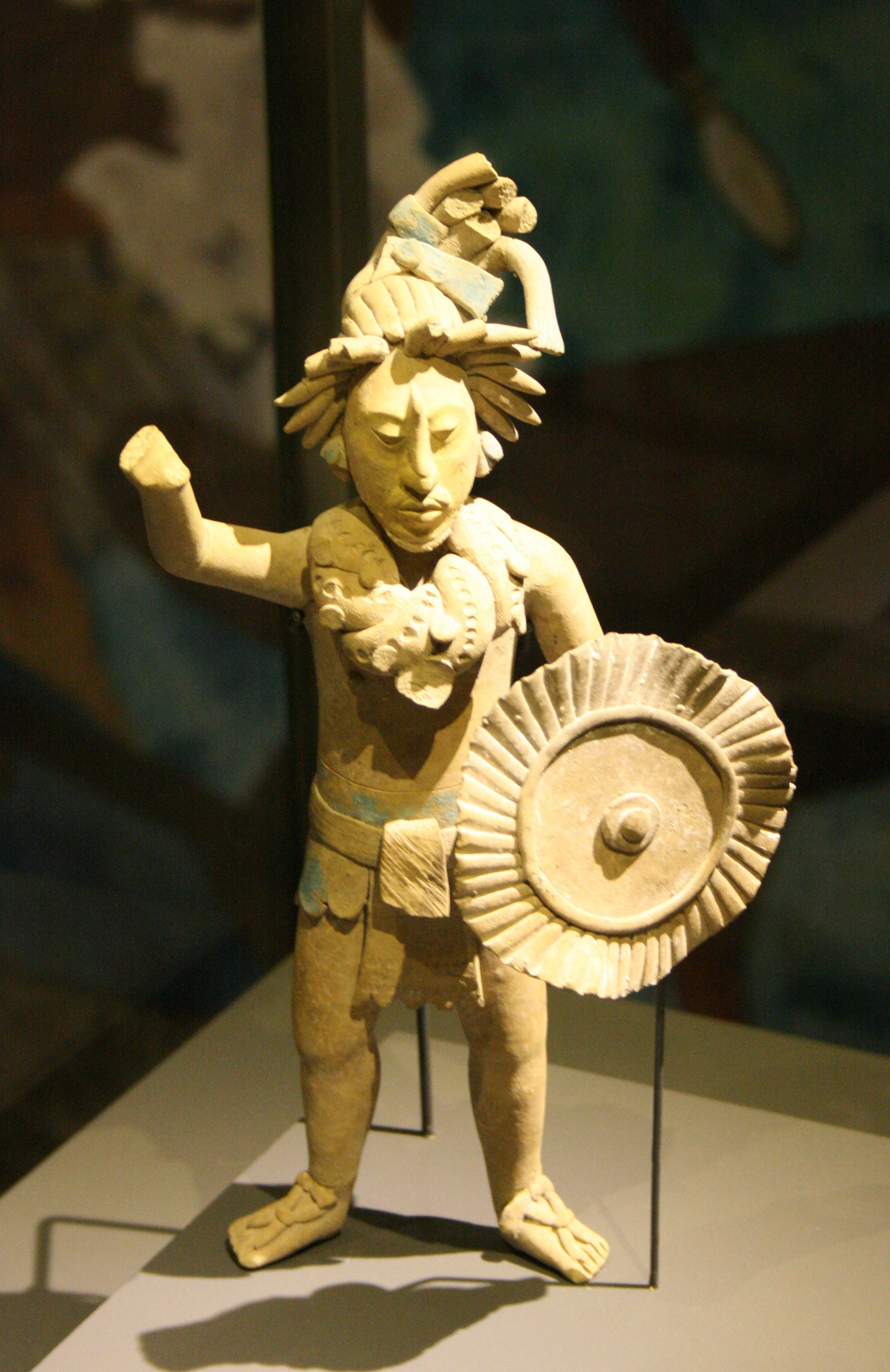
Krieger mit Schild
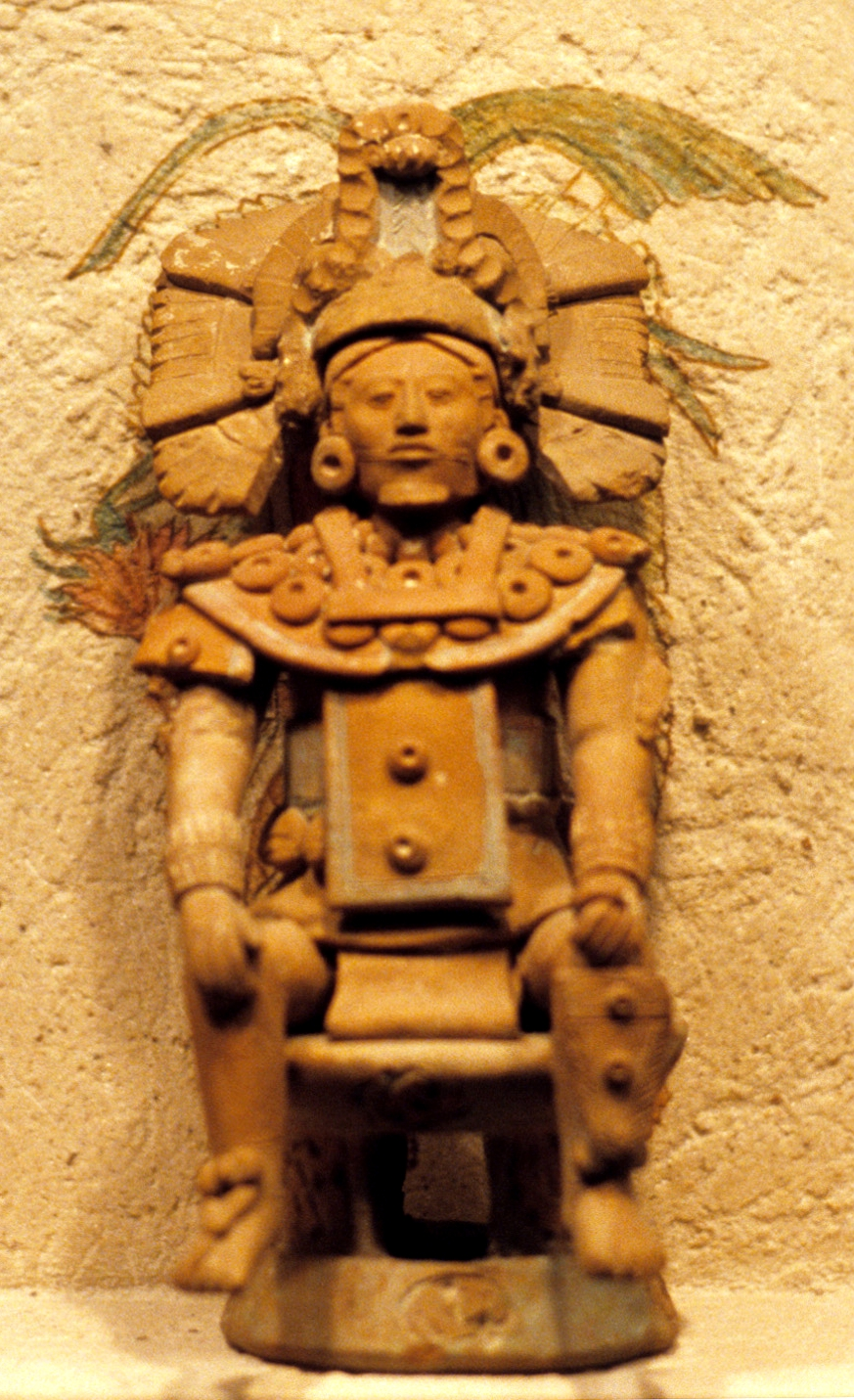
Herrscher oder Krieger
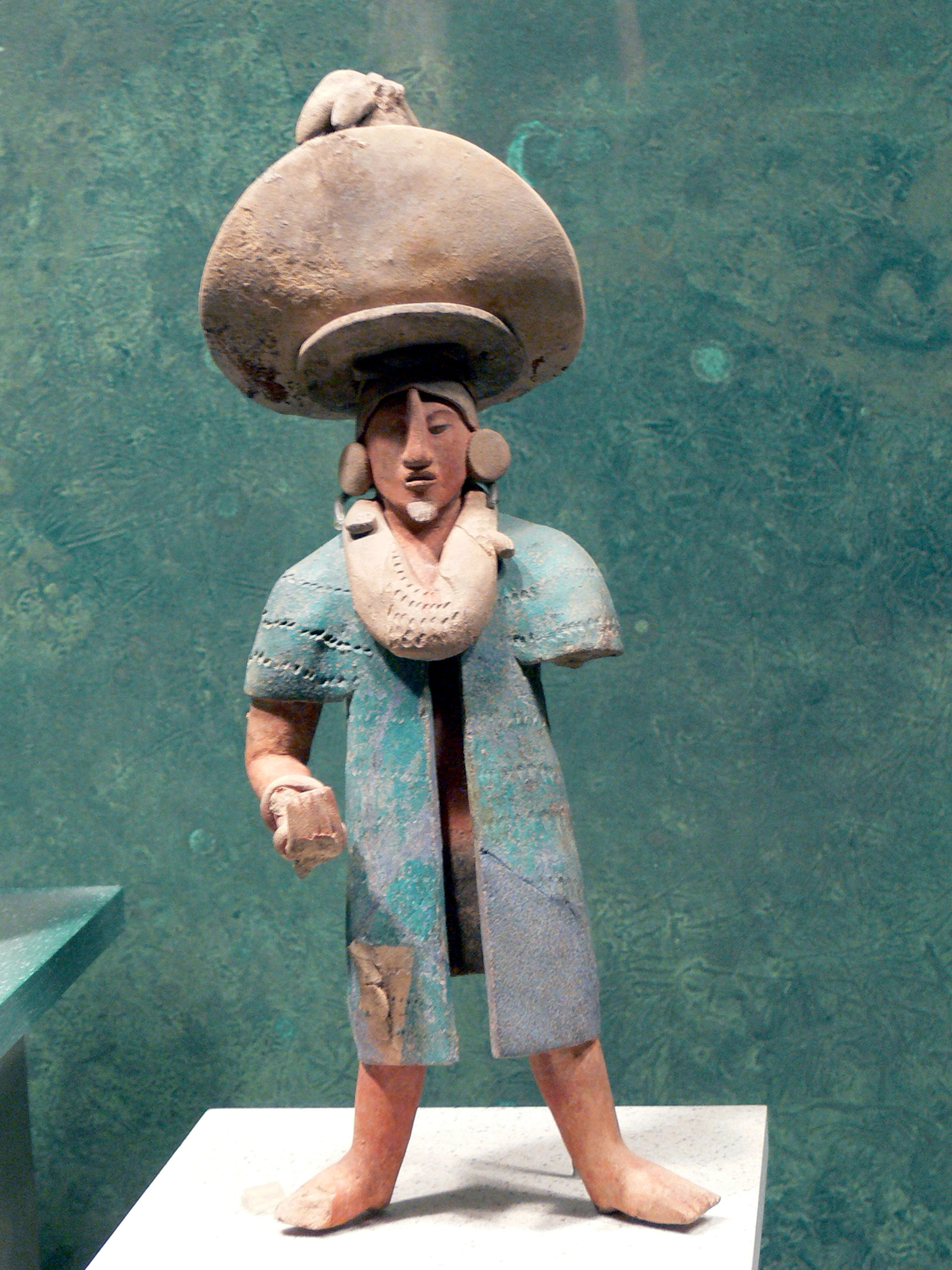
'Reicher Mann'
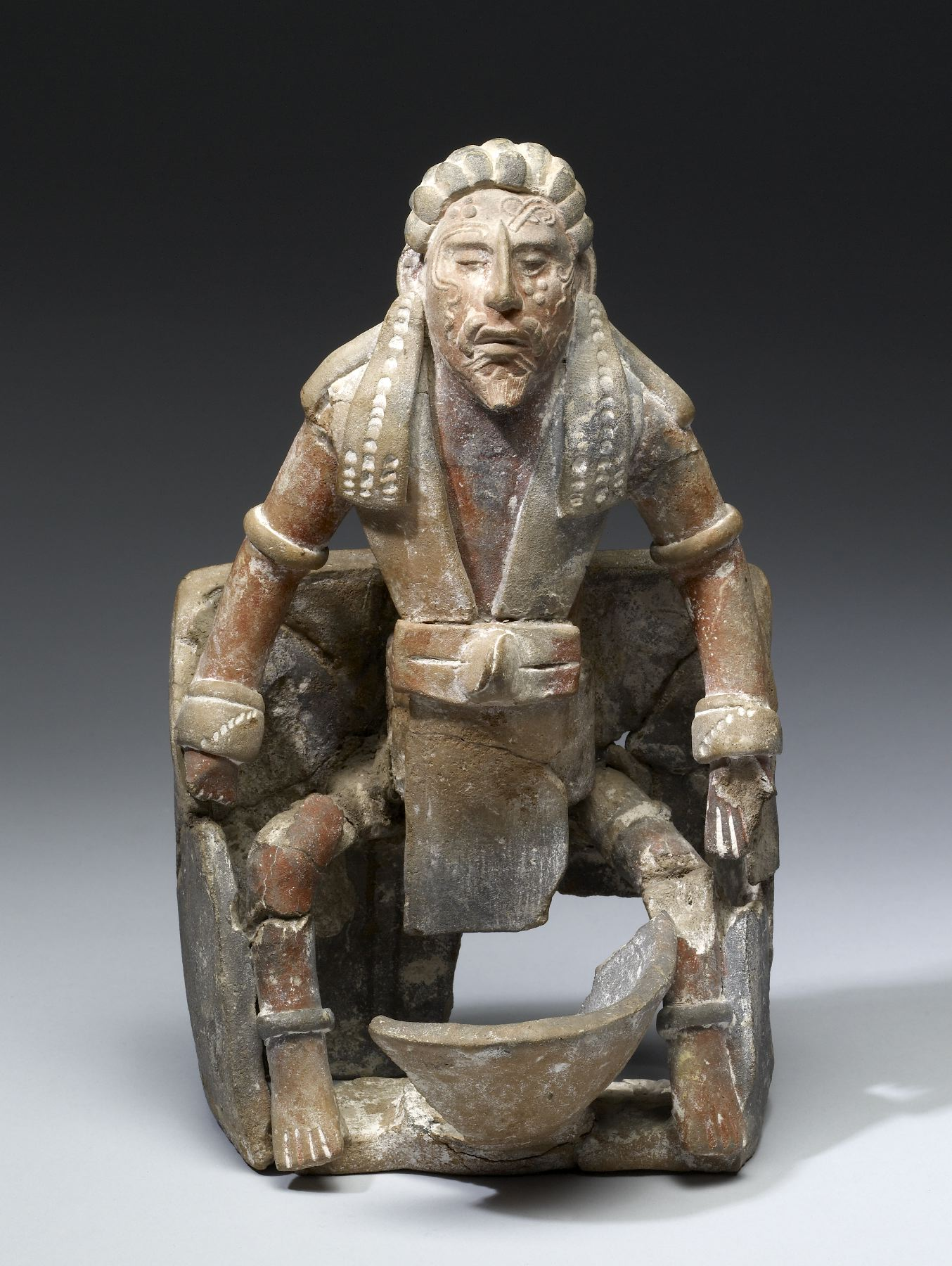
Sitzende Figur mit Tätowierungen